# Dyrefod
Dyrefod är en ö i Danmark. Den ligger i Region Själland, i den sydöstra delen av landet.
På ön finns nästan ingen växtlighet.